# Fritz Arendt
Fritz Arendt (* 4. Juni 1888 in Berlin; † 18. August 1915) war ein deutscher Klassischer Philologe und Gymnasiallehrer.

## Leben
Fritz Arendt, der Sohn des Sinologen Carl Arendt, besuchte die Landesschule Pforta und studierte von Ostern 1907 bis Michaelis 1910 Klassische Philologie und Deutsch an der Berliner Universität. Das Staatsexamen am 23. Mai 1911 bestand er mit Auszeichnung; eine Promotion schloss er daran nicht an. Stattdessen diente er vom 1. Oktober 1911 bis zum 30. September 1912 als Einjährig-Freiwilliger beim 3. Thüringischen Infanterie-Regiment Nr. 71, wo er am 1. Juli 1912 zum Gefreiten und am 29. September 1912 zum Unteroffizier und Reserveoffizier-Aspiranten ernannt wurde.
Am 1. Oktober 1912 trat Arendt das Seminarjahr am Joachimsthalschen Gymnasium in Templin an. Zugleich wurde er Adjunkt an der Anstalt. In dieser Zeit arbeitete er in der Redaktion der Zeitschrift Sokrates mit und verfasste im Auftrag von Wilhelm Kroll einen umfangreichen Artikel über Archimedes für die Realencyclopädie der classischen Altertumswissenschaft, der im dritten Supplementband (1918) erschien. Damit ergänzte er den veralteten Artikel von Friedrich Hultsch (1895).
Beim Ausbruch des Ersten Weltkriegs meldete sich Arendt freiwillig. Er fiel am 18. August 1915.